# Coniopteryx indivisa
Coniopteryx indivisa är en insektsart som beskrevs av Meinander 1980. Coniopteryx indivisa ingår i släktet Coniopteryx och familjen vaxsländor. Inga underarter finns listade i Catalogue of Life.